# 成城消防署
成城消防署（せいじょうしょうぼうしょ）は、東京都世田谷区成城一丁目にある東京消防庁第三消防方面本部に所属する消防署。同署内に本部を持つ成城消防団についても本項で述べる。

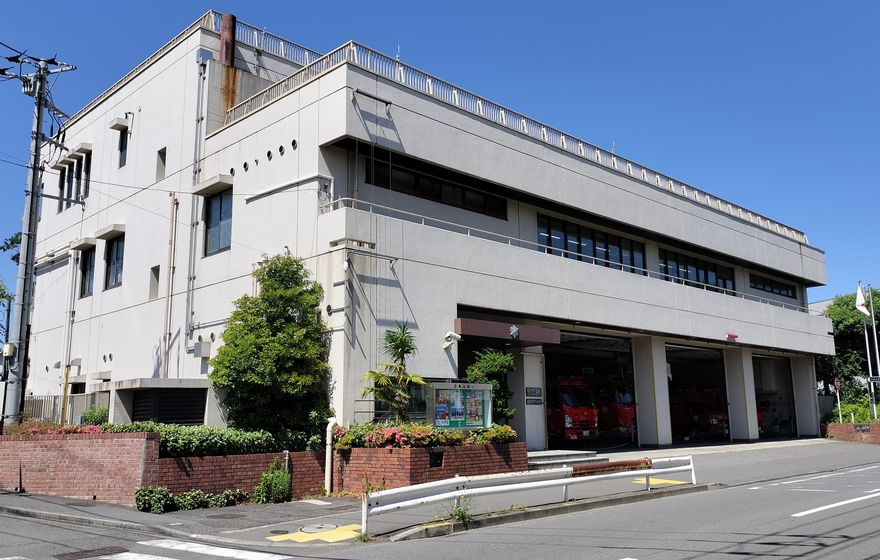
成城消防署

## 概要
世田谷区の西部地域を管轄地域とする。

## 所在地
- 東京都世田谷区成城一丁目21番14号
- 最寄駅：小田急小田原線成城学園前駅より徒歩10分

## 本署配備車両

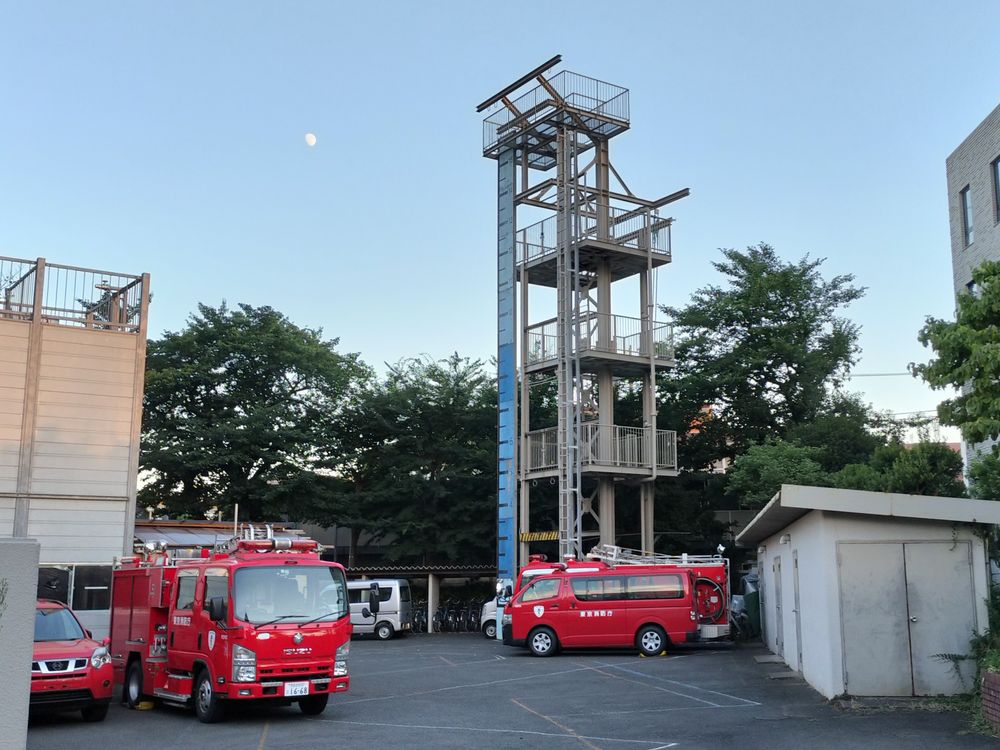
庁舎の南側
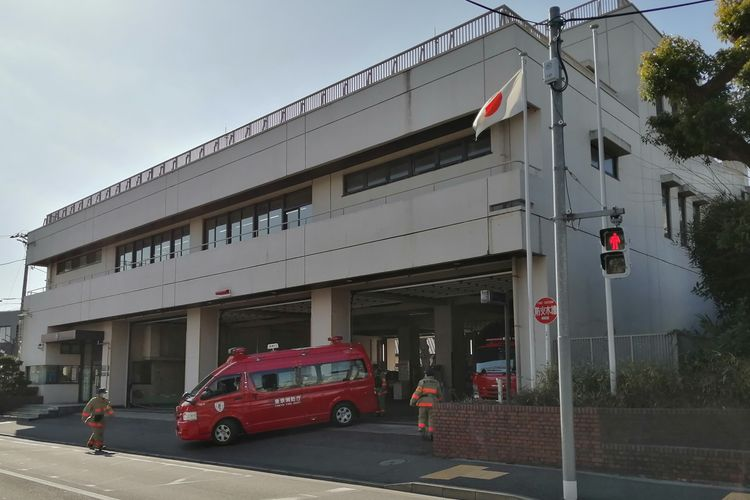
指揮隊車（成城YD）
- 普通ポンプ車（成城1）
- 水槽付きポンプ車（成城2）
- はしご車（成城L）
- 高規格救急車（成城A）
- 資材搬送車（成城ST）
- 査察広報車（成城YF）
- 照明電源車（成城SS）
- 他
  - 原動機付き自転車（成城MB）
  - 可搬ポンプ積載車（消防団）
  - 指揮監察車

- 庁舎の南側
- 成城YD

## 管轄地域
本署管轄地域
- 宇奈根
- 大蔵
- 岡本
- 鎌田
- 喜多見
- 砧
- 砧公園
- 成城

千歳出張所管轄地域
- 粕谷
- 祖師谷
- 千歳台
- 八幡山
- 船橋

烏山出張所管轄地域
- 上祖師谷
- 北烏山
- 南烏山
- 給田

## 出張所
- 千歳出張所

世田谷区千歳台四丁目29-9
- 烏山出張所

世田谷区南烏山六丁目14-12
特別消火中隊が置かれている。

## 関連施設
- 東京消防庁喜多見寮 - 本署の隣地（成城1-21-2）にある。

## 消防少年団
成城消防少年団は総務省消防庁より、平成26年度優良少年クラブ・指導者表彰において「特に優良な少年消防クラブ」の27団体の一つに選ばれた

## 消防団
管内に7分団が置かれている。分団の数字と担当地域は以下の通り。
1. 成城
2. 祖師谷
3. 船橋、千歳台、八幡山、粕谷
4. 給田、烏山
5. 砧、砧公園、大蔵、岡本、鎌田
6. 喜多見、宇奈根
7. 上祖師谷

## 主な出来事
- 東宝スタジオ火災（1974年5月） - 山火事の特撮シーンの撮影中に火災が発生し、第7ステージが全焼した（詳しくは東宝スタジオの歴史の項を参照）
- 砧中学校放火事件（1979年3月19日） - 卒業式の当日未明に生徒による放火で体育館などが焼けた（詳しくは砧中学校の歴史の項を参照）
- 東宝ビルト火災（1981年1月） - 民家からの飛び火でスタジオなどが焼けた（詳しくは東宝ビルトの歴史の項を参照）
- 鉄塔「登頂者」救助（2007年8月22日） - 宇奈根の送電鉄塔の頂上に登った女性が降りられなくなり、警察と消防が出動した。[2]
- 多摩川河川敷落雷（2017年8月19日） - 鎌田の河川敷運動場のポールに落雷。二子玉川花火大会の見物に集まっていた9人がしびれを訴え搬送された。
- 小田急線刺傷事件（2021年8月6日） - 被害者は祖師ヶ谷大蔵駅から搬送された。
- 村田兆治邸火災（2022年11月11日） - 成城9丁目の自宅が燃えた。
- 擁壁崩落（2023年2月13日） - 成城1丁目の世田谷通り沿いで発生。